# José Ibañez
José Ibañez (ur. 22 października 1975 roku w Eaubonne) – francuski kierowca wyścigowy.

## Kariera
Ibañez rozpoczął karierę w międzynarodowych wyścigach samochodowych w 2006 roku od startów w V de V Challenge Endurance Moderne - Proto. Z dorobkiem 88,5 punktu został sklasyfikowany na ósmej pozycji w końcowej klasyfikacji kierowców. W późniejszych latach Amerykanin pojawiał się także w stawce Asian Le Mans Series, Formuły Le Mans, Le Mans Series, FIA World Endurance Championship, European Le Mans Series i w stawce 24-godzinnego wyścigu Le Mans.

## Wyniki w 24h Le Mans
| Rok  | Zespół        | Partnerzy                    | Samochód         | Klasa | Okr. | Poz. | Klasa Pos. |
| ---- | ------------- | ---------------------------- | ---------------- | ----- | ---- | ---- | ---------- |
| 2015 | Ibañez Racing | Pierre Perret Ivan Bellarosa | Oreca 03R-Nissan | LMP2  | 337  | 16   | 8          |